# Europejska Nagroda Muzyczna MTV dla najlepszego szwajcarskiego wykonawcy
Europejska Nagroda Muzyczna MTV dla najlepszego szwajcarskiego wykonawcy – nagroda przyznawana przez redakcję MTV Swiss (nadającą swój program dla krajów niemieckojęzycznych) podczas corocznego rozdania MTV Europe Music Awards. Po raz pierwszy przyznana w 2009. O zwycięstwie decydują widzowie za pomocą głosowania internetowego i telefonicznego (SMS-owego).

## Laureaci oraz nominowani do nagrody MTV
| Rok  | Laureat            | Nominowani                                                                   |
| ---- | ------------------ | ---------------------------------------------------------------------------- |
| 2009 | Stress             | - Lovebugs - Phenomden - Ritschi - Seven                                     |
| 2010 | Greis              | - Baschi - Lunik - Marc Sway - Stefanie Heinzmann                            |
| 2011 | Gimma              | - Adrian Stern - Baschi - Myron - TinkaBelle - Blue Cold Ice Creams          |
| 2012 | DJ Antoine         | - 77 Bombay Street - Mike Candys - Remady - Stress                           |
| 2013 | Bastian Baker      | - DJ Antoine - Remady & Manu-L - Steff La Cheffe - Stress                    |
| 2014 | Sinplus            | - Bastian Baker - DJ Antoine - Remady & Manu-L - Mr.Da-Nos & The Product G&B |
| 2015 | Stefanie Heinzmann | - Can „Stress” Canatan - 77 Bombay Street - DJ Antoine - Lo & Leduc          |
| 2016 | Chlyklass          | - Damian Lynn - Nickless - Bastian Baker - Bligg                             |
| 2017 | Mimiks             | - Lo & Leduc - Pegasus - Xen - Züri West                                     |
| 2018 | Loco Escrito       | - Lo & Leduc - Zibbz - Hecht - Pronto                                        |
| 2019 | Loredana           | - Stefanie Heinzmann - Ilira - Monet192 - Faber                              |
| 2020 | Loredana           | - Seven - Bligg - Loco Escrito - Pronto                                      |
| 2021 | Gjon’s Tears       | - Stefanie Heinzmann - Loredana - Monet192 - Arma Jackson                    |
| 2022 | Loredana           | - Faber - Marius Bear - Patent Ochsner - Priya Ragu                          |
| 2023 | Gjon’s Tears       | - Monet192 - Danitsa - Stress - Tantie Kita                                  |
| 2024 | Nemo Mettler       | - Benjamin Amaru - Faber - Priya Ragu - Stress                               |